# Harveya tanzanica
Harveya tanzanica är en snyltrotsväxtart som beskrevs av F.N. Hepper. Harveya tanzanica ingår i släktet Harveya och familjen snyltrotsväxter. Inga underarter finns listade i Catalogue of Life.